# Lyciella platycephala
Lyciella platycephala är en tvåvingeart som först beskrevs av Friedrich Hermann Loew 1847.  Lyciella platycephala ingår i släktet Lyciella, och familjen lövflugor. Arten är reproducerande i Sverige.